# Ljungby, Boxholms kommun
Ljungby är en medeltida gård i Ekeby socken, Boxholms kommun. Gården tillhörde under 1600-talet släkten Soop. 1827 delades gården till tre ägare.

## Historik
Tillhörde under 1600-talet släkten Soop. År 1827 var gården delad i tre ägolotter. Ljungby södergård bestod av en mantal och ägdes till hälften av Andnders Andersson (död 1852), gift med Lena Kajsa Nilsdotter från Linnefors (död 1859), andra hälften av Peter Persson (död 1889), gift med Margareta Vendla Ryberg från Lokarp (död 1894). Ljungby norrgård bestod av en halv mantal och ägdes även av denne Peter Persson, som själv brukade gården tillsammans med en halv mantal. Södergård från 1881. År 1859 ärvdes hälften av Peter Persson. Petersson och köptes gården omkring 1870 av sonen August Petersson, som var ägare till sin död 1886. Följande år köptes den av kyrkoherde Fr. Nap. Andersson (död 1888) och övergick då till hans änka Marie-Louise Lagerfelt samt kom genom hennes omgifte till Magn. Ludvig Juberg. År 1913 köptes egendomen av Teodor Petersson, Fjättmunna.
Förutvarande manbyggnad jämte en flygel nedbrann 1899.

## Torp och stugor under Ljungby
- Arken
- Backen
- Grenadiertorp 129 Ombergs kompani
- Kärret
- Ljungmansstugan
- Lövsborg
- Lyckan
- Nybygget
- Qvarnfällan
- Säldelund